# Music Inspired by Middle Earth
Albums de David Arkenstone
Frontier
(2001) Visionary
(2002)
Music Inspired by Middle Earth est un album du musicien new age américain David Arkenstone, sorti en 2001. Les musiques s’inspirent du roman de fantasy Le Seigneur des anneaux de l’écrivain britannique J. R. R. Tolkien.
Bien que sorti la même année que le premier volet de la trilogie cinématographique Le Seigneur des anneaux de Peter Jackson, la musique ne s’en serait pas inspiré. L’album a été assez bien accueilli par la critique.

## Liste des pistes
Toutes les chansons sont écrites et composées par Diane et David Arkenstone.
| No  | Titre                           | Durée |
| --- | ------------------------------- | ----- |
| 1.  | Prelude: Hobbits from the Shire | 4:08  |
| 2.  | The Road to Rivendell           | 3:39  |
| 3.  | The Quest                       | 5:28  |
| 4.  | Moria                           | 5:02  |
| 5.  | Lothlórien                      | 4:18  |
| 6.  | Galadriel’s Mirror              | 4:32  |
| 7.  | The Riders of Rohan             | 4:24  |
| 8.  | The Palantír                    | 4:50  |
| 9.  | Arwen and Aragorn               | 3:29  |
| 10. | To Isengard                     | 4:25  |
| 11. | In the Land of Shadow           | 4:22  |
| 12. | The Field of Cormallen          | 3:33  |
| 13. | The Grey Havens                 | 3:37  |

## Musiciens
- David Arkenstone – claviers, guitares, whistle, flûte, mélodica, mandoline, bouzouki, percussions
- Diane Arkenstone – claviers, hammered dulcimer, chant, cloche
- Don Markese – bawu, duduk, bansurî, ocarina
- John Wakefield – percussions
- Erica Foss, Ian Beyer, Adam Loovis, Jackie Randall, Donna Shubert, Sherie Tate, David Watkins, Dawn Davis, Sue Kendall, Daniel McConnell, Angela Niles, Deborah Powell – violons
- Gail Shepherd, Brian Heins, Beverly Langford, Alan Sloan, Barry Simpson, Jennifer Todd – alto
- Beverly Vaughn, Jeffrey Wright – violoncelle
- Allen Frost, Don Sebesky – basse
- Jerome Goldman, David Grady, Joe Nielson, Greg Ryder – cor d’harmonie
- Jerry Casey, Steve Medina – trompette
- Janice Everett – hautbois, cor anglais
- Becky Thatcher – harpe